# Rock n Roll Animal
Rock n Roll Animal es el primer álbum en directo de Lou Reed lanzado en 1974. El material para el álbum se grabó al final de la Gira mundial «RocknRoll Animal», el 21 de diciembre de 1973 en el Howard Stein’s Academy of Music de Nueva York. Reed había formado una magnifica banda para esa gira, considerada por muchos como la mejor que tuvo Reed (guitarras Dick Wagner y Steve Hunter, batería Pentti Gian, bajo Prakash John, teclados Ray Colcord), cuyos arreglos e interpretación fueron un factor clave del gran éxito de los conciertos de la gira y del propio álbum (destaca el dueto de guitarras en la parte central del último tema, al que se unen progresivamente batería y resto de instrumentos en un potente in crescendo, construyendo uno de los pasajes instrumentales más memorables de la historia del rock). El álbum comercializado no corresponde exactamente con la grabación del concierto en vivo, por motivos de calidad del audio en la mezcla posterior en el estudio se decidió suprimir los aplausos y silbidos originales y cambiarlos por otros de un concierto de John Denver (aspecto confirmado por Steve Katz, el productor del disco). También se ha citado que algunos pasajes musicales incluidos en el álbum corresponden a una regrabación posterior en estudio, si bien este punto está menos verificado. 
Se hicieron dos versiones del álbum. La segunda remasterizada con 2 temas más se debió al parecer a quejas de que en la primera había poca cantidad de canciones, 5, aunque la duración total de unos 40 minutos no era escasa porque no eran los clásicos temas de 3-4 minutos (uno dura casi 8 minutos, otros dos superan 10 y 13 minutos respectivamente).
Un año más tarde se lanzó un segundo álbum a partir de otros teamsters grabados en el mismo concierto del 21 de diciembre de 1973,  “Lou Reed Live”.
El álbum comienza con un tema compuesto por el guitarrista Steve Hunter, “Intro”, seguido de canciones de la etapa Velvet Underground. En la reedición se agregaron dos temas de Berlin.
La primera edición española, todavía bajo la dictadura franquista, fue censurada y la canción Heroine se eliminó. Se substituyó por una canción grabada en estudio, I Can’t Stand It y se completó con Vicious y Walk in the Walk Side. Sin embargo, se distribuían copias de contrabando de las ediciones británica y francesa entradas desde Francia y, sobre todo, desde Andorra. Después del restablecimiento de la democracia en España se pudo distribuir el disco con la composición original de canciones.
Las canciones están interpretadas muy dinámicamente e incluso están modificadas con respecto a sus respectivas versiones de estudio, dándoles un clima más acorde a la época.

## Lista de temas
Todas las canciones fueron escritas por Lou Reed excepto donde se indique.

### Versión Original
1. "Intro/Sweet Jane" (Hunter, Reed) – 7:48
2. "Heroin" – 13:05
3. "White Light/White Heat" – 5:15
4. "Lady Day" – 4:00
5. "Rock 'n' Roll" – 10:17

### Versión Española 1974 (RCA España)
Cara 1
1. "Intro/Sweet Jane" (Hunter, Reed) – 7:56
2. "Vicious" – 2:54
3. "I Can't Stand It" – 2:28
4. "Walk on the Wild Side" – 4:12

Cara 2
1. "White Light/White Heat" – 5:15
2. "Lady Day" – 4:00
3. "Rock 'n' Roll" – 10:17

### Versión Remasterizada
1. "Intro/Sweet Jane" (Hunter, Reed) – 7:48
2. "Heroin" – 13:05
3. "How Do You Think It Feels" – 3:41
4. "Caroline Says I" – 4:06
5. "White Light/White Heat" – 5:15
6. "Lady Day" – 4:00
7. "Rock 'n' Roll" – 10:17

- Datos: Q2720177